# HD 37124
HD 37124は、おうし座の方角へ約110光年の距離にある黄色主系列星である。3つの太陽系外惑星が、HD 37124の周りを公転しているのが発見されている。
| 太陽 | HD 37124  |
| ---- | --------- |
| 太陽 | Exoplanet |

## 惑星系
2011年時点で、3つの惑星がHD 37124の周りを公転していることがわかっている。
1999年、W・M・ケック天文台による視線速度法の観測によって、最初の惑星HD 37124 bが、母星のハビタブルゾーンの内縁に存在することが報じられた。
2番目の惑星HD 37124 cは、2002年にHD 37124 bと同様の観測によってその存在が明らかとなり、周期約1,940日の楕円形の軌道で公転していると考えられた。しかし、観測結果に合う最適解では、更に細長い楕円軌道であることが示唆されていたが、それでは軌道が不安定となり、恒星の年齢より短い時間で、惑星系が維持できなくなってしまう。
そこで、更に観測を増やし、また、3惑星からなる惑星系も候補として分析したところ、3惑星であった方が観測結果をうまく説明できることから、2005年に3番目の惑星HD 37124 dの発見となった。2番目の惑星は、母星から火星程の距離を公転している。
2005年の段階では、3番目の惑星は理論によって、他の二つの惑星の内側にも外側にもあり得るあやふやな存在であったが、2011年によりもっともらしい解が出され、HD 37124 dはHD 37124 cの外側にあり、2:1の軌道共鳴にあることがわかった。
| 名称 （恒星に近い順） | 質量               | 軌道長半径 （天文単位） | 公転周期 (日)   | 軌道離心率    | 軌道傾斜角 | 半径 |
| --------------------- | ------------------ | ----------------------- | --------------- | ------------- | ---------- | ---- |
| b                     | ≥ 0.675 ± 0.017 MJ | 0.53364 ± 0.00020       | 154.378 ± 0.089 | 0.054 ± 0.028 | —          | —    |
| c                     | ≥ 0.652 ± 0.052 MJ | 1.7100 ± 0.0065         | 885.5 ± 5.1     | 0.125 ± 0.055 | —          | —    |
| d                     | ≥ 0.696 ± 0.059 MJ | 2.807 ± 0.038           | 1,862 ± 38      | 0.16 ± 0.14   | —          | —    |